# Henrik Andrén
Henrik Andrén, född den 21 juli 1968, är en svensk assisterande fotbollsdomare, som till vardags arbetar som idrottslärare på Hammarö.  
Inför den allsvenska säsongen 2009 hade han assisterat vid 251 matcher. Andrén är även en FIFA-ackrediterad domare och utgjorde vid EM i fotboll 2008 ett domarlag tillsammans med Peter Fröjdfeldt och Stefan Wittberg. Under  Confederations Cup 2009 i Sydafrika dömde han tillsammans med Martin Hansson och Fredrik Nilsson.